# Brasenia

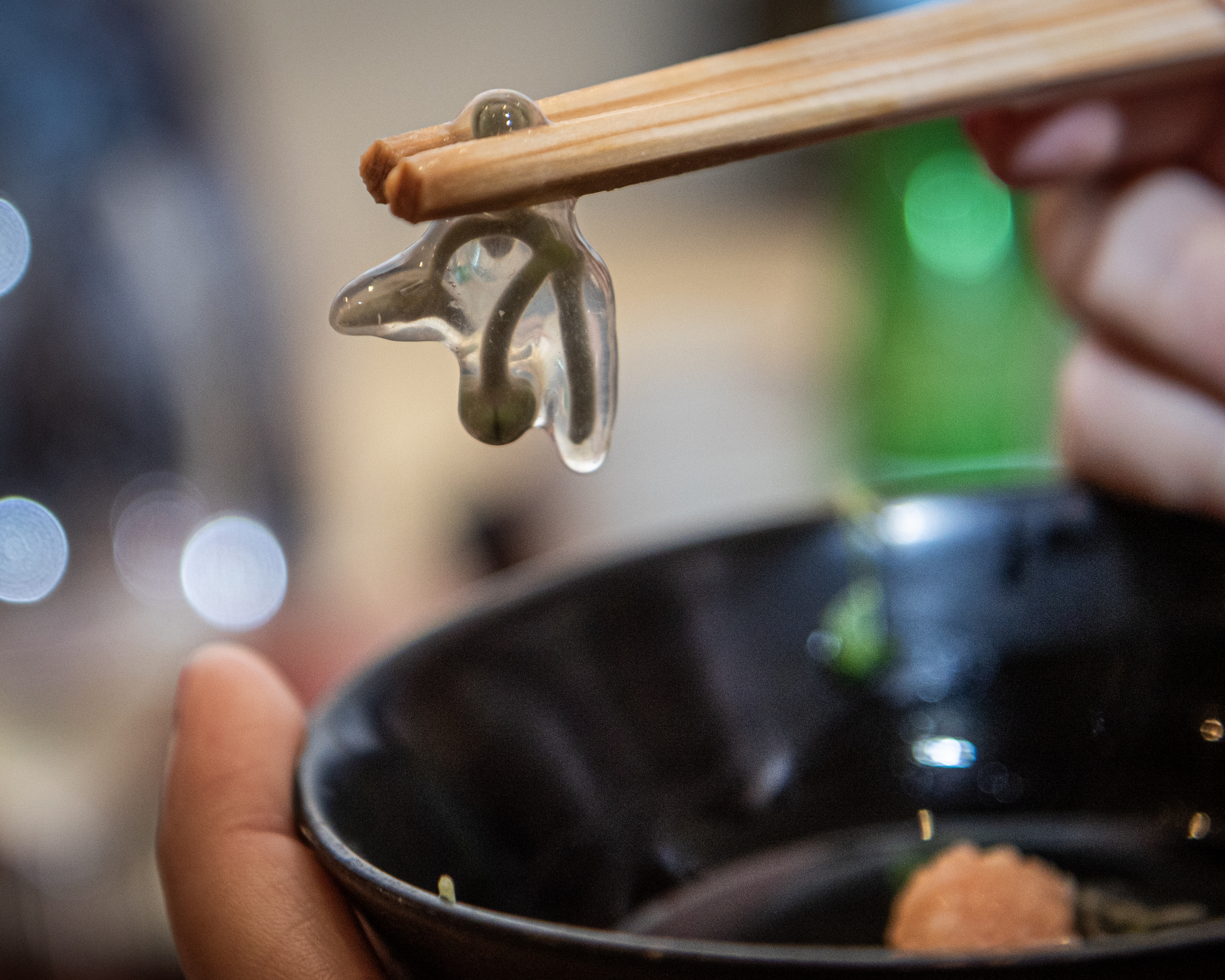
Junsai з видимим слизом.

Brasenia — рід родини Cabombaceae, що складається з одного виду Brasenia schreberi, широко відомого як водощитник. Він широко поширений у Північній Америці, Вест-Індії, півночі Південної Америки (Венесуела, Гаяна), Східній Азії (Китай, Японія, Корея, Примор'я), Австралії, Індійському субконтиненті та частинах Африки.

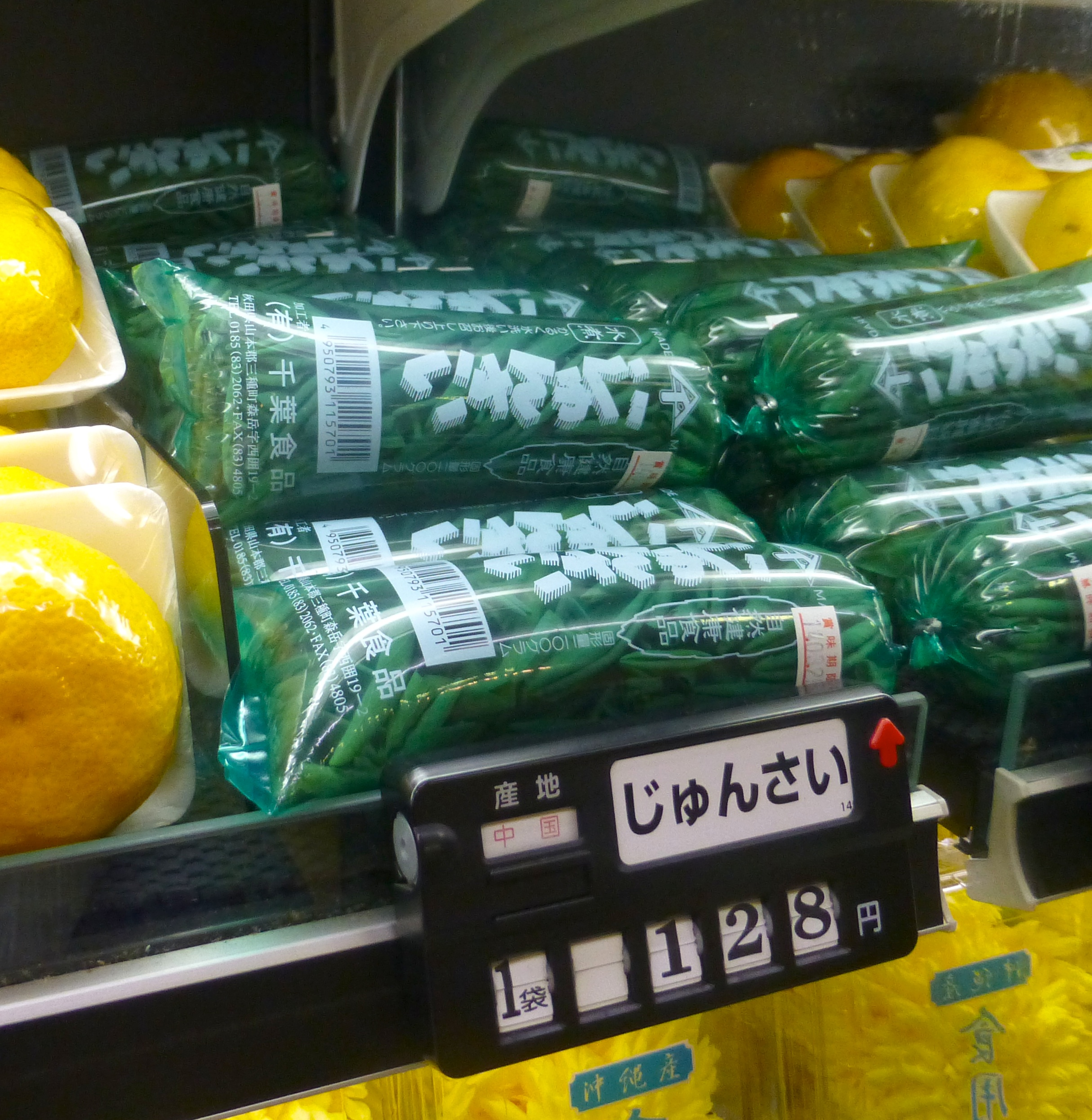
Продається в японському супермаркеті 2014 року

Брасенія — багаторічна водна рослина з плаваючими шкірчастими листками та кореневищними стеблами. Його впізнають за яскраво-зеленим листям, маленькими фіолетовими квітами, які розпускаються з червня по вересень, і густим слизом, який покриває всі підводні органи, включаючи нижній бік листя, стебла та бруньки, що розвиваються. Цей слиз може бути захисною ознакою проти травоїдних, можливо, для того, щоб стримувати випас равликів. Росте на мілководді озер, річок і бобрових ставків, особливо тих, де вода дещо кисла.

## Характеристики

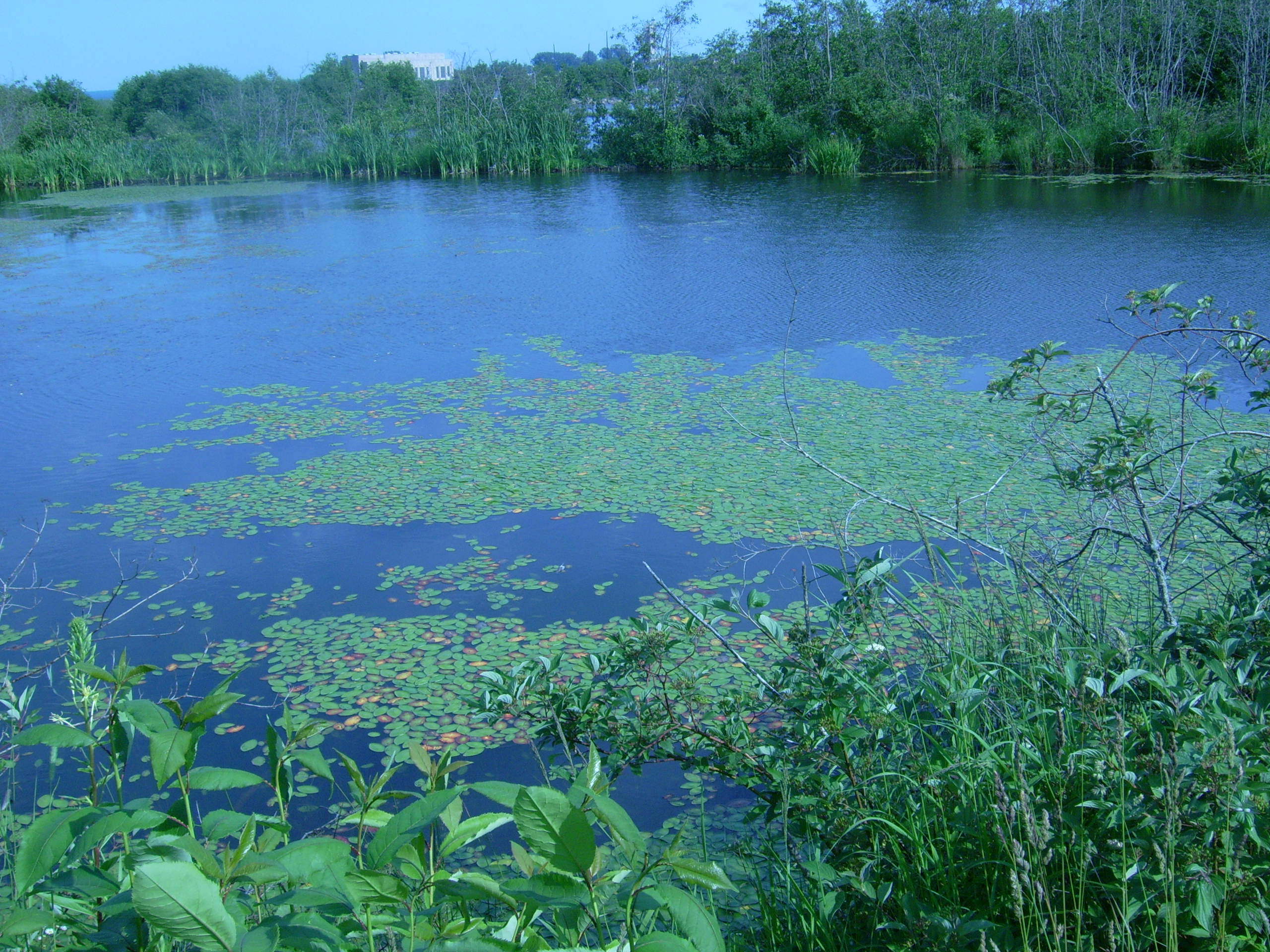
Ставки вздовж маршруту Аттікамек у Солт-Сент-Ейл. Канал Марі

Brasenia демонструє запилення вітром. Квіти мають дводенний період цвітіння. У перший день функціонально жіноча, або маточкова квітка, виступає над поверхнею води і оголює сприйнятливі рильця. Потім квітка опускається під поверхню води і наступного дня з'являється як функціонально чоловіча або тичинкова квітка. Вона піднята вище, ніж у попередній день, а нитки, що несуть пильовики, виходять за межі жіночих плодолистків. Пильовики розриваються, вивільняючи пилок, і квітка потім забирається під воду, де розвивається плід.

## Використання
Brasenia культивується як овоч у Китаї (де вона відома як chúncài 莼菜), і де він використовується в Ханчжоу у добре відомому місцевому фірмовому страві «West Lake Water Shield Soup» і в Японії.
Було виявлено, що слиз, який він виробляє, має противодоросні та антибактеріальні властивості, які можуть бути корисними як природний засіб боротьби з бур'янами.

## Історія
Види Brasenia зустрічалися під час міжльодовикового періоду Європи, але, як і багато інших видів і родів водних рослин, зараз він там не зустрічається.

## Назва
Brasenia schreberi (син. B. nymphoides, B. peltata) має загальну назву водощитник (також водощитник або водяний щиток).
Рід може згадувати про хірурга та моравського місіонера Крістофа Бразена (1738—1774), який був першим суперінтендантом моравської місії в Нейні на Лабрадорі.